# Lód XII

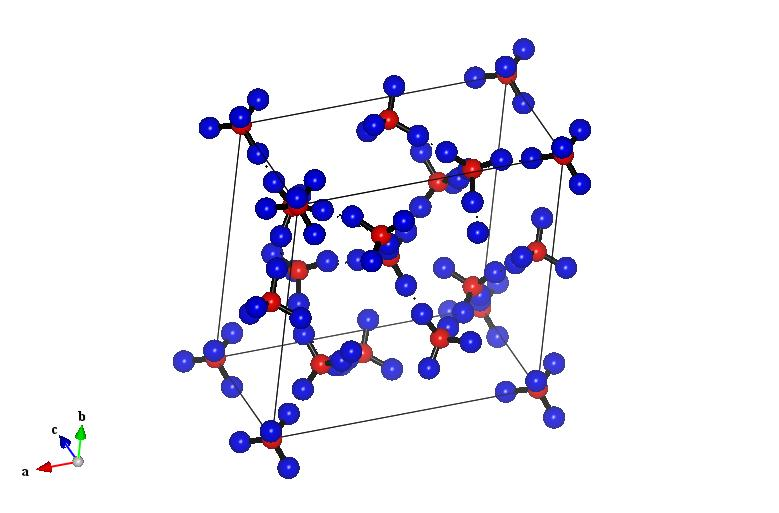
Struktura krystaliczna lodu XII

Diagram fazowy wody w szerokim zakresie ciśnień

Lód XII – tetragonalna, metastabilna odmiana lodu.  Występuje w przestrzeni fazowej lodu V i lodu VI (tzn. w obszarach stabilności tych odmian lodu).

## Charakterystyka
W krysztale takiego lodu wszystkie cząsteczki wody są połączone wiązaniami wodorowymi z czterema innymi. Cząsteczki są ułożone w sposób niepodobny do innych odmian lodu, łącząc się w pierścienie o siedmiu elementach, skręcone na kształt podwójnej, prawoskrętnej helisy. Wiązania wodorowe nie są w nim uporządkowane przestrzennie; odmiana polimorficzna tego lodu o uporządkowanych wiązaniach to lód XIV. Lód XII powstaje w wyniku szybkiego ogrzewania lodu amorficznego o dużej gęstości (HDA) w ciśnieniu 810 MPa od temperatury 77 do ~138 K (-135 °C). Gęstość takiego lodu to 1,30 g/cm³ (w 127 K), jest nieco większa niż lodu V.